# Al-Qleiaah
Al-Qleiaah (tiếng Ả Rập: Tiếng Ả Rập) là một ngôi làng của Syria ở huyện Qatana của tỉnh Rif Dimashq. Theo Cục Thống kê Trung ương Syria (CBS), Al-Qleiaah có dân số 533 trong cuộc điều tra dân số năm 2004.